# BAM (maison de disque)
Pour les articles homonymes, voir BAM et Boîte à musique (homonymie).
BAM (La Boîte à Musique) est un magasin de musique qui deviendra éditeur phonographique sous la houlette de son patron créateur Jacques Lévi Alvarès, (1883-1951). Cette maison a édité un catalogue très fourni et varié entre 1934 et 1978. Le fonds éditorial disparaît dans les années qui suivent son rachat par Disc AZ.

## Historique
BAM est une marque phonographique déposée auprès du tribunal de commerce de la Seine le 27 novembre 1934 par Jacques Lévi-Alvarès (1883-1951), propriétaire de la Société anonyme Galerie d'art contemporain, située au 133 boulevard Raspail à Paris et éditée par l’entreprise "Boite à musique", elle-aussi au 133 boulevard raspail 75005 Paris. 
Le magasin La Boîte à Musique, créé par Jacques Lévi Alvarès, était installé dès les années 1920 au 133 boulevard Raspail à Paris qui restera l'adresse de maison de disques jusqu'à sa disparition en 1978. C'est à partir de 1934, que Lévi Alvarès se lance dans l'édition phonographique sous le nom de « BAM - Éditions de la Boîte à Musique - Paris ». Il sera créé successivement trois labels : « Disques BAM », « Disques Cycnus » et « Disques Alvarès », pour organiser le catalogue, de même que plusieurs séries à préfixe afin de gérer les différents formats d'édition : microsillons EP 45, et LP 33 10" et 12".
L’enseigne était très connue des parisiens mélomanes et des amateurs de disques : on pouvait alors à l’époque y écouter sans obligation d’achat des disques d’importation. Citons à ce sujet l’écrivain essayiste André Tubeuf dans son ouvrage "Bach ou le Meilleur des mondes" paru aux éditions le Passeur : « Par bonheur, à La Boite à Musique, au coin du boulevard raspail, Jacques Lévi Alvarès, éditeur (on lui doit le tout jeune "Géza Anda" dans Brahms, Magda László dans les "Laudi della Passione") permettait aux jeunes désargentés d’écouter sans obligation d’achat les imports, que presque seul à Paris, il recevait d’Angleterre. » "
Durant la seconde guerre mondiale, J. Lévi-Alvarès fut contraint par les autorités d'occupation de suspendre ses activités.
L'affaire familiale est reprise par le fils de Jacques, Albert Lévi Alvarès, en 1951, progressivement secondé par son épouse Odile jusqu'à la vente finale du catalogue en 1978.
Alors qu'il fête ses quarante-quatre années d'existence, en pleine période disco et bien qu'hors des modes, le catalogue de cette maison de disques de mélomane pour mélomane est revendu en 1978 aux disques AZ (Disc AZ, alors filiale de la radio Europe 1). Selon Michel Bernstein, « Le repreneur de BAM ne sut jamais trop quoi en faire et le catalogue disparut à une époque indéterminée dans l'indifférence générale. » Il semble que le catalogue ait disparu avec l'épuisement des stocks et faute de pressage de réimpression.
Disc'Az fut lui-même racheté par Musidisc. Depuis 1999, le catalogue appartient à Universal, actuel détenteur de Musidisc. 
L’autre fils de Jacques Lévi Alvarès, Jean-Louis Levi-Alvarès, monteur et réalisateur français était le mari d’ Irène Joachim, cantatrice française soprano connue notamment pour sa diction impeccable dont BAM fût l’un des éditeurs discographiques d’enregistrements.
Jacques Lévi Alvarès  était le petit fils de David Lévi Alvarès, professeur et pédagogue français reconnu comme l’ « un des fondateurs de l’enseignement historique en France », il s'adonna à l'enseignement des jeunes filles, ouvrit à Paris en 1825 un cours d'éducation maternelle et fonda à l'Hôtel de Ville, en 1833, un cours normal pour les institutrices.

## Artistes et catalogue
De nombreux artistes de la chanson française enregistrèrent sous le label BAM : Les Frères Jacques y firent leurs débuts, Agnès Capri, Jacques Douai, Simone Bartel, Francesca Solleville, Jacques Bertin, Jacques Debronckart, Pia Colombo, Mouloudji, etc..
Pour la musique classique, on compte des enregistrements de et par Francis Poulenc, des enregistrements d'Irène Joachim (Les Chansons de Bilitis, les lieder de Weber), d'Hélène Boschi, Jean-Joël Barbier. Véritable précurseur de la musique ancienne, avant-guerre, le label édite l'ensemble Ars Rediviva fondé et animé par Claude Crussard, véritable précurseur du mouvement baroque, il fit aussi paraître le premier disque de Jean-Pierre Rampal, le premier disque de Géza Anda et plusieurs disques du Groupe de recherche musicale de la RTF/ORTF.
Enfin, les disques BAM réalisèrent également des enregistrements significatifs de musique traditionnelle : Canto Flamenco avec Ramon Montoya en 1936, puis avec Rafael Romero à partir de 1955, mais également de musiques traditionnelles africaine avec Guem ou sud-américaine avec l'Ensemble Achalay, Atahualpa Yupanqui, Les Guaranis.

### Catalogue utilisé sous le label Disques BAM
Disques Microsillons EP 78 / 2 titres
- Série BAM 1 à BAM 204[10]
- Série V 501 à V 509 (78 tours des Frères Jacques, d'Agnès Capri et de Cora Vaucaire)

Disques EP 45 / 2 titres
- Série EX 200 à EX 1500

Disques EP 45 / 4 titres
- Série EX 600

Disques LP 33 / 25 cm
- Série LD 300, LD 700

Disques LP 33 / 30 cm
- Série LD 001, LD 100

Certains titres publiés et liés aux musiques du monde paraissent en Collection du Musée de l'Homme.
- Série LD 5000 à 5113
- Série LD 5300 à 5446
- Série LD 5700 à 5933
- Série LD 6000 à 6022 (Nouvelle série uniquement en LP Stéréo)
- Série CALB 1 à CALB 68 (coffrets albums).

Série réservé à la numérotation des coffrets compilatoires d'albums LP.

### Catalogue LP utilisé sous le label Disques Cycnus
- Série Cycnus 30 CM 000 (LP) et 60 CS 500 (LP/Cassette) (1962-1966)
- Série Cycnus AC
- Série Cycnus 9000 (édition et réédition de LP stéréo)
- Série Cycnus CALB (coffrets albums)

### Catalogue utilisé sous le label Disques Alvarès
Disques LP 33 / (12")
- Série C 400 également nommée série T (1969-1975)
- Série C 500 dite La fine fleur de la chanson française
- Série Alvarès 800  (1975/1978)

Disques EP 45 / (7)
- Série Alvarès Ex 1500

Le nom « Disques Alvarès » se substitue à « Disques BAM » sur certaines rééditions et les dernières publications de cette maison de disques, tout en conservant les numérotations de séries indiquées ci-dessus.

## Récompenses professionnelles obtenues par les publications BAM
Plusieurs disques produits par la BAM (ou Alvarès) se sont vu décerner des Grands prix du disque de l'Académie Charles-Cros.
- En 1955, pour l'album Chansons poétiques, anciennes et modernes - Récital N° 1 de Jacques Douai[11] ;
- En 1956, pour l'album Pierre de Manchicourt : Messe dite « du Cantique des Cantiques » ;
- En 1959, pour l'album Karl-Maria von Weber : Lieder et 2e sonate pour piano op. 29[12] avec Irène Joachim (soprano) et Hélène Boschi (piano);
- En 1962 pour l'album Chansons Vécues de Caroline Cler et Christian Borel, avec arrangements de Georges Durban (disque BAM LD 397 M)
- En 1964, pour l'album Gamelans de Bali : musiques des dieux, musique des hommes (Documents sonores recueillis et enregistrés à Bali par Louis Berthe, chargé de recherche au CNRS et Bernard Yzerdraat, professeur à l'école de musique de Djakarta (disques BAM LD 096 M)[13],[14],[11])
- En 1972, pour l'intégrale de L'Œuvre pour piano d'Eric Satie par Jean-Joël Barbier ;

## Devenir des droits d'enregistrement
À la suite des rachats successifs intervenus dans le monde des éditeurs de musique, les disques AZ forment actuellement chez Universal Music Group le label AZ/Barclay. Une partie des droits éditoriaux d'albums est donc détenue aujourd'hui par cette major du disque.
Il semblerait aussi qu'une partie des droits concernant les œuvres de musique classique publiées soit détenue par Harmonia Mundi.

### Citation
La chanteuse et comédienne Jenny Alpha rapporte dans une interview  : « À la libération de Paris Je me souviens que je défilais partout ! J'étais rentrée à Paris où j'ai repris mon appartement rue Saint-André-des-Arts. Veuve, sans enfant, on a réquisitionné mon chez moi et j'ai dû m'installer à Montparnasse où je retrouve des amis, les Lévy-Alvarès. Albert Lévy-Alvarès tenait la Boîte à musique au boulevard Raspail. C'est là où tous les soldats américains amenaient leurs disques de jazz. Ils ont amené Duke Ellington, Louis Armstrong… Et c'est grâce à Albert Lévy-Alvarès que j'ai connu le jazz ».